# Je te rends ton amour
«Je te rends ton amour» (Español: «Te devuelvo tu amor») es una canción del año 1999 grabada por la artista francesa Mylène Farmer. El segundo sencillo de su quinto álbum de estudio Innamoramento , fue lanzado el 8 de junio de 1999.  La canción llegó a ser en Francia otro top 10 para Farmer y su polémico video musical provocó tal controversia en ese momento que fue censurado por varias cadenas de televisión.

## Carrera musical y composiciones
Después del lanzamiento de "L'Âme-stram-gram", los rumores anunciaban "Dessine-moi un mouton" como segundo sencillo de Innamoramento , con un video inspirado en el Principito de Antoine de Saint Exupéry con el accidente de un avión.  Sin embargo, Farmer decidió lanzar en su lugar su canción favorita del álbum, "Je te rends ton amour". Esta canción, cuya música fue compuesta por Laurent Boutonnat principalmente para Nathalie Cardone, posibilitó que el álbum permaneciese en las listas de top durante el verano de 1999.
El sencillo fue lanzado en varios formatos dando lugar a una nueva canción, "Effets secondaires", así como dos remixes producidos por Perky Park. La imagen utilizada para varias cubiertas, producida por Marino Parisotto Vay, mostraba a Farmer siendo crucificada y decapitada. El diseñador Henry Neu afirmó sentirse de forma especial muy orgulloso de haber creado el sobre de terciopelo en el que se envolvía el CD promocional en forma de cruz.

## Letra y música
Las letras incluían varias referencias sobre pintura, incluyendo a Egon Schiele (referenciado por su nombre en el estribillo), un pintor nacidoen Austria en 1890 y muerto a los 28, que pintaba delgadas y pelirrojas mujeres, y a quien Farmer apreciaba mucho. Su pintura Femme nue debout  se menciona también en los estribillos. Al pintor francés Paul Gauguin se le cita también en las letras, así como el campo léxico de pintura. En la canción, Farmer evoca una pintura de Schiele, La Femme nue debout , personifica al modelo que posa. Ella utiliza también la tipografía de la firma de Schiele para escribir el título de la canción en la cubierta del CD y vinilo. Según el autor Erwan Chuberre,en la canción se contrapone el contener "un amor excesivo y el peso de un artista en su obra".

## Música del video

### Producción y argumento
Por primera vez en la carrera de Farmer, el video fue dirigido por François Hanss. Rodado en dos días en Notre-Dame-du-Val, Abadía abadía de Mériel (Val-d'Oise, Francia),esta producción del Requien y Stuffed Monkey costó unos 100,000 euros. El guion fue escrito por Mylène Farmer.
Al principio del video, vemos a una mujer ciega, Farmer, con un vestido rosa, con una Biblia en su mano.  Ella sale de un túnel y camina por el bosque, tocando los árboles para situarse.  Llega a una iglesia y entra en el confesionario, seguida por el Diablo, en forma de hombre vestido de negro.  Abre su Biblia, escrita en Braille y empieza a leer con sus dedos; luego se quita el anillo de la alianza y lo coloca sobre la Biblia. El Diablo, mientras tanto, hunde sus dedos con sus largas uñas en la pila del agua bendita, apaga las velas y derriba las sillas, luego se desplaza hacia el otro lado del confesionario.  Sus ojos se asemejan al de una serpiente.  En varias ocasiones, se muestran las gárgolas y las estatuas de Cristo. La sangre empieza a correr a través de las manos y de las piernas de la mujer. Entonces el Diablo golpea sobre la Biblia y agarra el cuello de la mujer. Ella primero trata de resistirse, pero pronto es agarrada por el Diablo que esparce sangre por todo su cuerpo desnudo. Amordazada y atada, se la muestra crucificada en las vigas de la nave. A continuación el video muestra a la mujer en cuclillas en una piscina de sangre a la manera de un feto aún no nacido del vientre materno. Después del baño de sangre, ella deja su anillo de la alianza de forma sugestiva en la piscina de sangre,  y al final sale de la iglesia con un vestido negro y con su visión restablecida.

### Crítica recibida
El video provocó una gran controversia en Francia, debido a las escenas de desnudez y de sangre, y la aparente crítica a la Iglesia y al Cristianismo.  Fue considerado como "demasiado atrevido". El Consejo Superior Audiovisual emitió un dictamen negativo, pero no se prohibió su emisión en los canales de televisión. Un comité, compuesto principalmente por las amas de casa, decidió
difundir una versión reducida del vídeo durante el día para no escandalizar a los niños. En tanto, el M6 emitió una versión corta de dos minutos que se detuvo
en el momento en que el demonio atrapa violentamente a Farmer, en el segundo estribillo. En respuesta a esta censura, Farmer pidió a  Hanss cortar las escenas más impactantes con el fin de emitirlo en televisión y decidió grabar el video en su versión completa en un VHS con un folleto de fotografías inéditas por Claude Gassian. Todos los fondos recaudados alcanzaron los 70,000 en ventas del video y fue donado a Sidaction, una asociación que lucha en contra del sida. Durante una entrevista en la MCM  en el año 2000, la cantante afirmó sobre esta censura: 

"No tiene ningún interés el querer sorprender a toda costa solo para que se fijen en ti".  Lo que ocurre es que yo abordo temas que pueden resultar complicados o incluso tabú.  Es un riesgo... Ahora la censura, en especial en Francia, es bastante severa y se mete en todo y me parece lamentable.  "

(Traducción española:  "No hay interés en querer escandalizar a cualquier precio solo para que se fijen en ti".  Trato con temas que pueden resultar un tanto escabrosos o tabús. Es un riego, justo ahora con la censura, en especial en Francia, es una lacra el que se ataque todo y a cualquier tema. ¡Lo encuentro verdaderamente lamentable!"

Para algunos, "Je te rends ton amour" puede tener diversas interpretaciones.
Una interpretación del video musical contextual se puede dar teniendo en
cuenta que canción aparece en el álbum Innamoramento  que en italiano significa "El nacimiento del amor". La suciedad del cuerpo de la mujer en la sangre quizás simboliza que está siendo bautizada en sangre por el diablo, por lo que por un lado ella "vuelve a nacer"' (desde el concepto cristiano de ser bautizado que representa de manera simbólica el renacer). Esta opinión se ve reforzada por la posición de la mujer como un "feto" en el video y también por el que después de la experiencia, salga de la Iglesia completamente renovada y dotada de la visión y posiblemente liberada de la restricciones religiosas. El hecho de que la mujer en el video quiera inicialmente colocar su anillo
en la Biblia, y que al final lo coloque en la piscina de sangre, sugiere que Farmer se casa con su libertador (el diablo) y que desea vivir su nueva vida sin ningún tipo de inhibición religiosa. Ella niega todo sistema dogmático" (la Iglesia y / o de
la Biblia), prefiriendo un "mundo más libre".
En la revista Voici , Joseph Messinger, un psicoanalista francés, hizo un análisis sorprendente del vídeo. La sangre representa sucesivamente la santidad, la pérdida de la
virginidad, la profanación.  Poco a poco en el vídeo, Farmer pierde su original pureza. Los estigmas se refieren a la idea del sufrimiento que viene dado por la condición humana. La Biblia, símbolo del pensamiento dogmático, evoca la noción de lo prohibido. Cuando Farmer quiere descifrar con los dedos, ella es castigada por tratar de acceder a un conocimiento reservado a una élite (esta
imagen simboliza a Eva y la serpiente). 
El psicólogo Hugues Royer considera también que el vídeo aborda el tema de la pérdida de la virginidad, y que "la sangre que fluye de la ruptura del himen se convierte en un torrente de hemoglobina". También dijo que le recordaba al mundo de las películas de Roman Polanski, el bebé de Rosemary , y que estaba inspirado en los guiones del autor Georges Bataille, que describió "el sentimiento religioso como "la raíz del mal". Esta última influencia fue también establecida por la autora Sophie Khairallah que cita la novela, Story of the Eye .

## Promoción y actuaciones en directo
Mylène Farmer cantó "Je te rends ton amour" en dos programas de televisión: El primero, La Fureur du parc  (en playback) el 19 de junio. El show fue emitido en el Parc des Princes, en París. Farmer aceptó los arreglos de la canción, propuestos por la dirección del programa. Ella apareció de repente desde el suelo, y luego de pie sobre una platataforma que se elevaba por los aires. Luego, en 50 Ans de tubes  el 30 de julio, donde la cantante interpreta la canción en el estudio del escultor francés Caesar, en Provence. En esas ocasiones, Farmer llevó puesto el mismo vestido del vídeo. El vestido fue creado por el diseñador de moda británico John Galliano. Como a Farmer no se le permitió llevarlo de nuevo en su Tour 2000,  pidió  le hiciesen un vestido similar. [4].
La gira de "Je te rends ton amour" fue sacada en 1999, en la que Farmer llevó un largo vestido rojo, desde una plataforma, mientras que el escenario se volvía rojo; en febrero y marzo, Farmer añadió una repetición a capela con el público y una nueva dirección musical. En segundo lugar, la canción se realizó durante las giras de
2009: Farmer llevaba un traje clásico asimétrico Compuesto por un tutú
blanco por debajo, y el escenario se vistió de luz roja  .  La canción fue también seleccionada para la lista de
canciones de los conciertos en 2006 Avant que l'ombre... à Bercy ; aun habiendo sido cantada durante los ensayos al final fue descartada.

## Cara-B: "Effets secondaires"
El CD sencillo y CD maxi contiene lo que era una nueva canción por ese tiempo, "Effets secondaires" (Español: "Efectos secundarios").
La canción representa a Farmer que sufre de insomnio debido a que toma un medicamento con efectos secundarios Farmer contaba las horas y parecía leer a través de sonidos de delirio. Ella menciona a Krueger, una referencia al principal antagonista de la Nightmare on Elm Street , serie de películas de terror en las que aparece como tema central la privación del sueño.  En términos de estructura, sólo se cantan coros, mientras que los versos
se recitan en voz baja. 
```
La canción termina con un reloj de alarma sonando.
[
27
]
```

Esta canción está incluida en el álbum de grandes éxitos de Farmer de Les Mots  en 2001. Nunca había sido representado antes en escenario o en televisión.

## Crítica recibida
Chuberre alabó la canción, diciendo que "Je te rends ton amour" muestra cómo las composiciones de la cantante iban evolucionando. "Es un famoso texto que enfrenta el amor excesivo con el valor de un artista en su obra"  Describe la melodía como de "insistente y mágico", la imagen del formato como "fascinante", pero los remixes los calificó como de menor calidad respecto a los de "L'Âme-stram-gram".
Las ventas del sencillo fueron medianamente bien acogidos. En Francia, debutó en el top 10 el 12 de junio, y fue su vigésimo séptimo top 10 de Farmer. Sin embargo, el sencillo cayó de forma vertiginosa en las siguientes semanas quedando en posiciones inferiores. Permaneció durante 12 semanas en el Top 50 y durante 20 semanas en el Top 100. Fue el septuagésimo-octavo sencillo más vendido en 1999 en Francia, pero el segundo sencillo menos vendido del álbum Innamoramento .
En Bélgica (Wallonia), el sencillo entró en los Ultratop 40 en el número 30 el 19 de junio y alcanzó el número 18 durante la siguiente semana. Luego cayó en la lista y se mantuvo durante diez semanas en el top 40 . Fue en el número 92 en la Lista de Clasificación anual belga.